# Baptisterium (Siena)

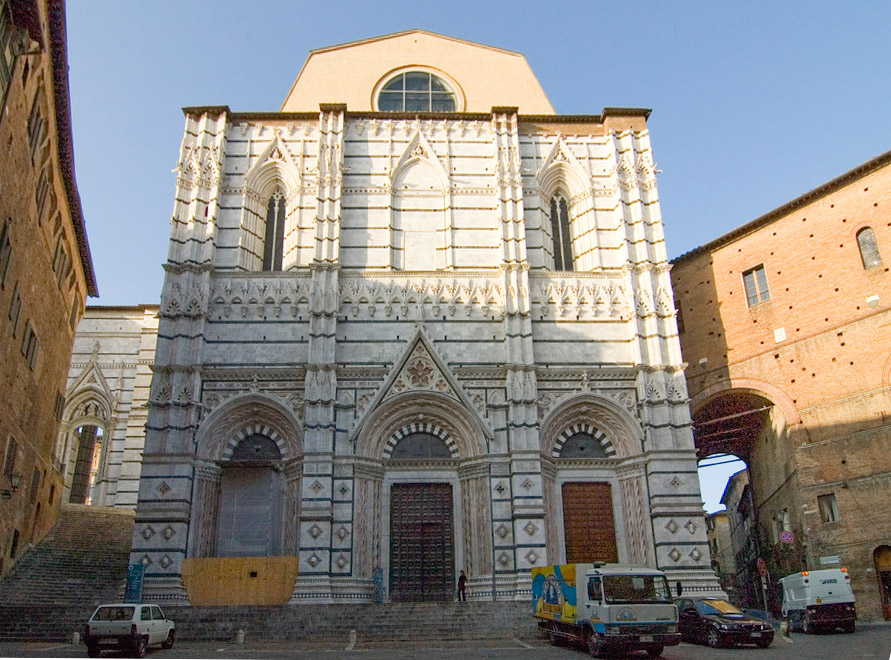
Fassade des Baptisteriums

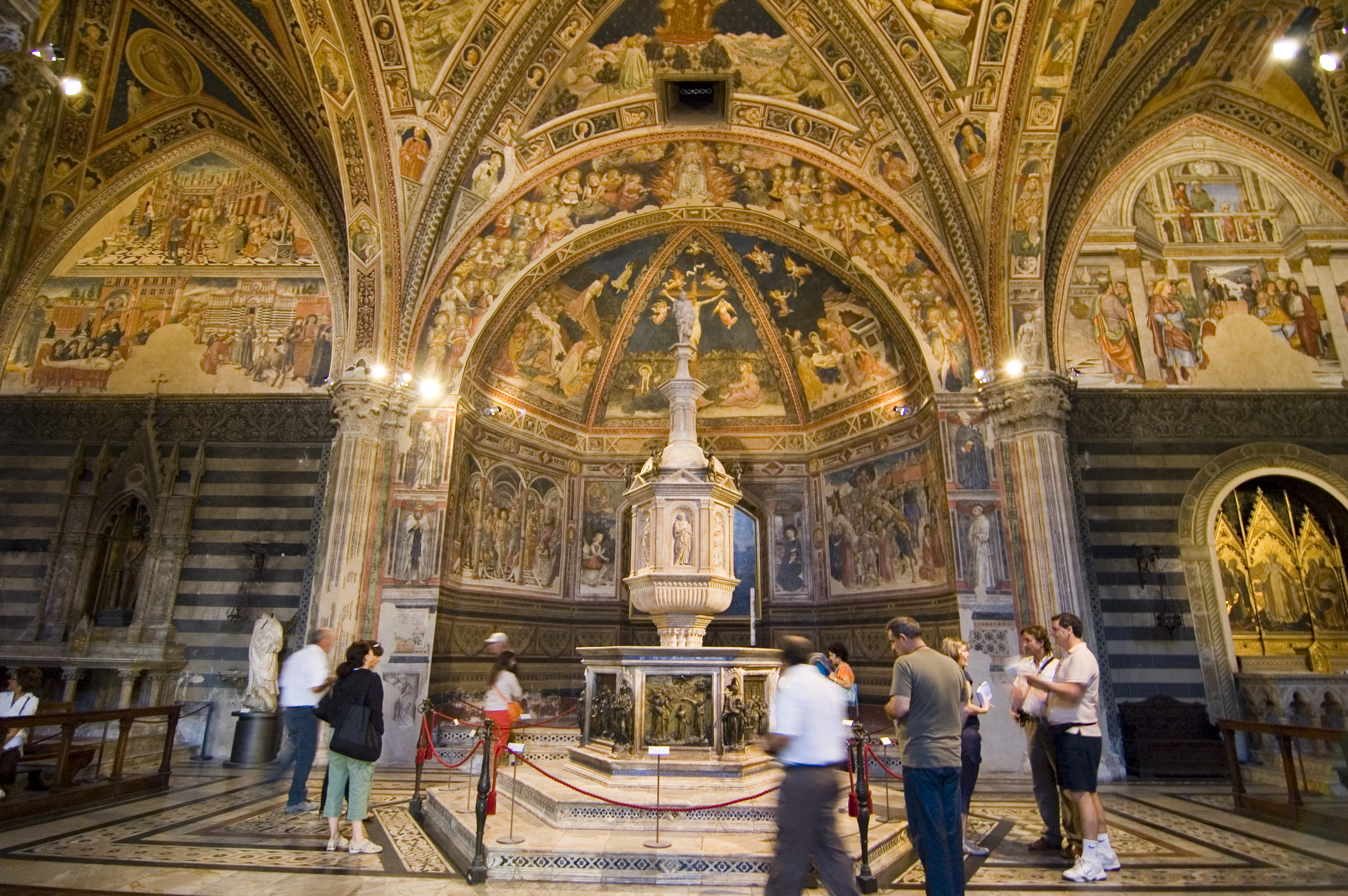
Taufbecken und Wandmalereien im Baptisterium

Das Battistero di San Giovanni unter dem Domchor der toskanischen Stadt Siena ist eine gotische Taufkirche und berühmt für das 1417 begonnene Taufbecken, ein Hauptwerk der italienischen Renaissance-Skulptur.

## Architektur
Ab 1316 sollte der Chor des Doms von Siena vergrößert werden. Dazu war auf dem steil abfallenden Gelände eine aufwändige Substruktion erforderlich, die als Unterkirche ausgebaut und als Baptisterium genutzt wurde. Die Konstruktion gilt als Werk des Bildhauer-Architekten Tino di Camaino oder seines Vaters Camaino di Crescentino. Bis 1325 war diese Taufkirche fertiggestellt und bekam dann noch ab 1382 eine allerdings unvollendet gebliebene dreiteilige Fassade mit Gewändeportalen von Mino del Pellicciaio in zierlichen spätgotischen Formen. Der Zugang führt über eine äußere Flucht von Marmortreppen von 1451.
Die wegen der Dimensionen des darüberliegenden Chors weit gespannten Gewölbe im dreischiffigen Inneren ruhen auf kräftigen Pfeilern, da sie auch die Last der Chorarchitektur zu tragen hatten. Die Fresken der Gewölbe führten Vecchietta und andere Sieneser Maler um 1450 bis 1460 aus.

## Taufbecken

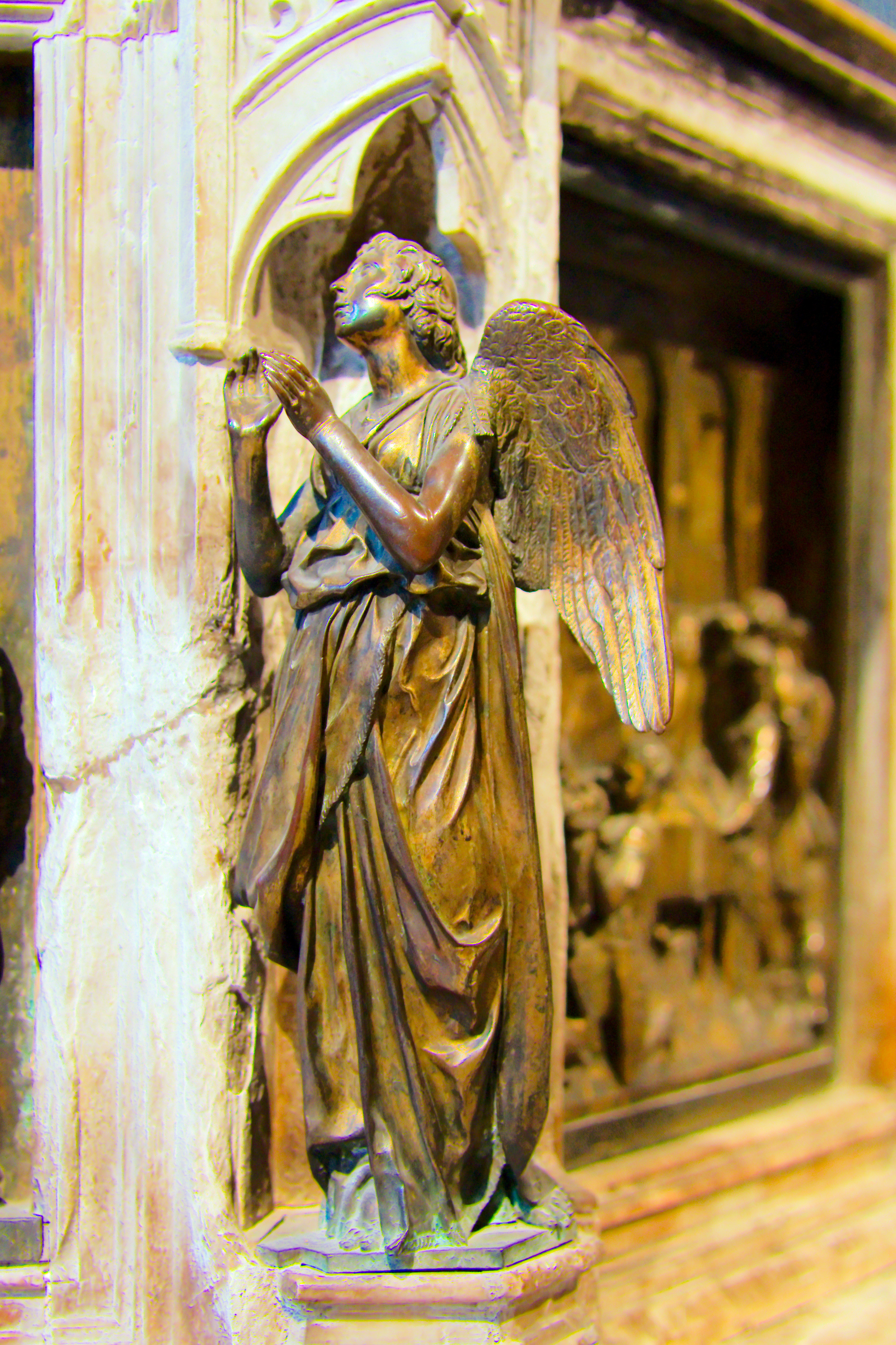
Donatello,
Hoffnung

Liturgisch und künstlerisch bedeutendstes Ausstattungsstück ist das Taufbecken, an dem von 1417 bis 1429 gearbeitet wurde. Über einem sechseckigen Becken, das mit Bronzereliefs auf den sechs Seiten der Wandung und Figuren der Tugenden auf den Kanten versehen ist, erhebt sich ein Marmortabernakel mit einer Statuette Johannes des Täufers von Jacopo della Quercia oder aus seinem Umkreis, 1427. Die sechs Reliefs aus dem Leben des Johannes stammen von vier verschiedenen Bildhauern, drei von ihnen, darunter auch Donatello, gehören zu den berühmtesten der Frührenaissance. Donatello schuf auch die Bronze-Engel zwischen den Tabernakel-Giebeln.
Die Bronzereliefs im Einzelnen:
1. Ein Engel verkündet dem Zacharias (Vater des Johannes) die Geburt des Johannes. Jacopo della Quercia, 1428–1429.
2. Geburt des Johannes. Giovanni di Torino, 1427.
3. Predigt des Täufers.  Giovanni di Torino, 1427. Diese beiden Reliefs zeigen den stilistischen Einfluss Ghibertis und seiner ersten Portalreliefs (1401) am Baptisterium von Florenz.
4. Taufe Christi von Lorenzo Ghiberti
5. Gefangennahme des Täufers, von Ghiberti und Mitarbeitern.
6. Tanz der Salome vor Herodes und Tod des Johannes. Donatello, 1427. Für die Entwicklung der Reliefkunst ist diese Bronzetafel ein entwicklungsgeschichtlich bedeutsamer Schritt. Unter konsequenter Anwendung der Perspektive wird in ganz flacher, fast zeichnerischer Modellierung („relievo sciacciato“) ein Maximum an tiefenräumlicher Wirkung erzeugt, während im Vordergrund fast vollplastische Figurengruppen den dramatischen Augenblick wiedergeben, als Salome dem Herodes das abgeschlagene Haupt des Täufers präsentieren lässt.

Die sechs Reliefs des Taufbeckens, 1427–1429

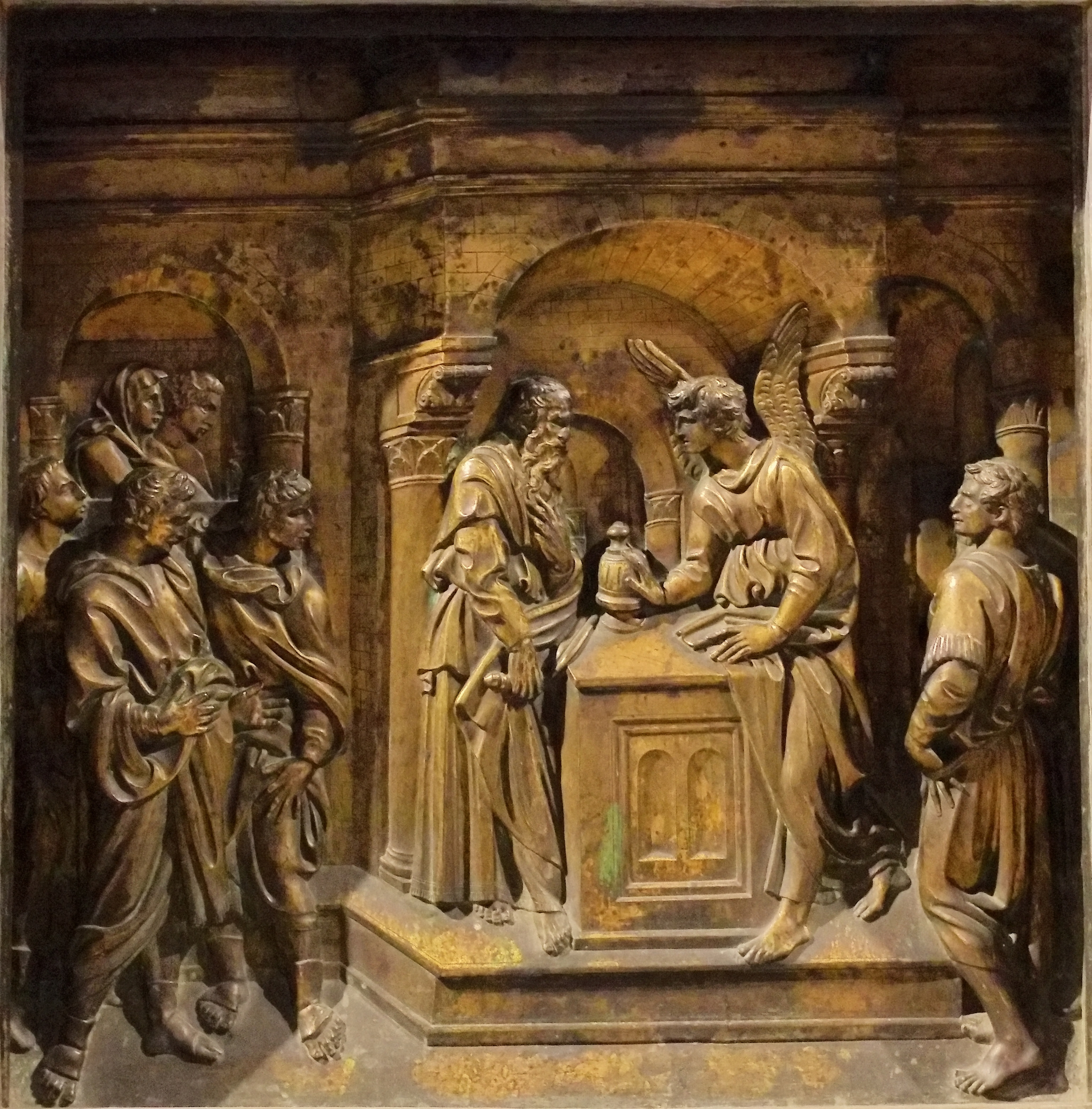
Jacopo della Quercia, Die Botschaft des Engels an Zacharias
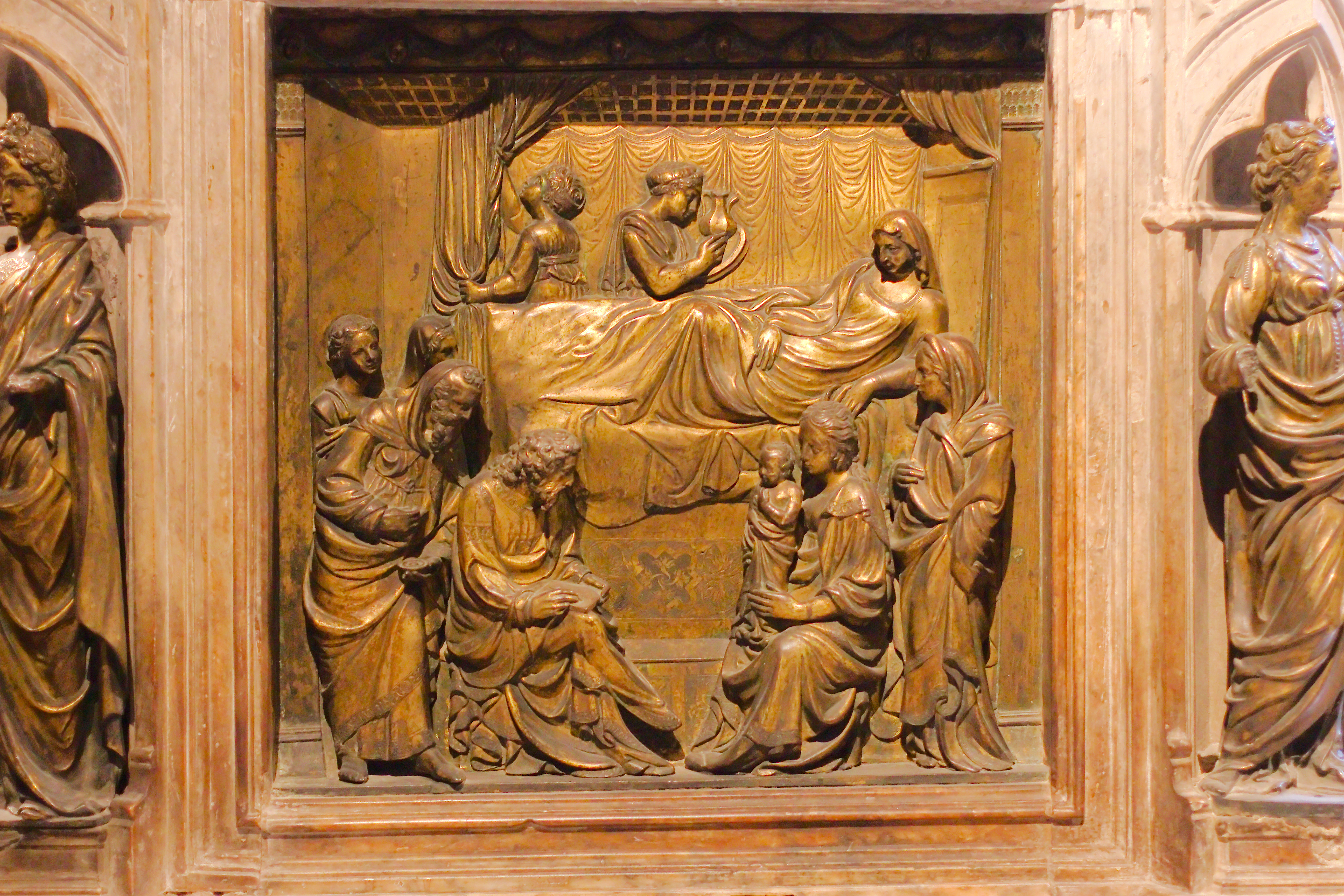
Giovanni di Turino, Die Geburt des Johannes
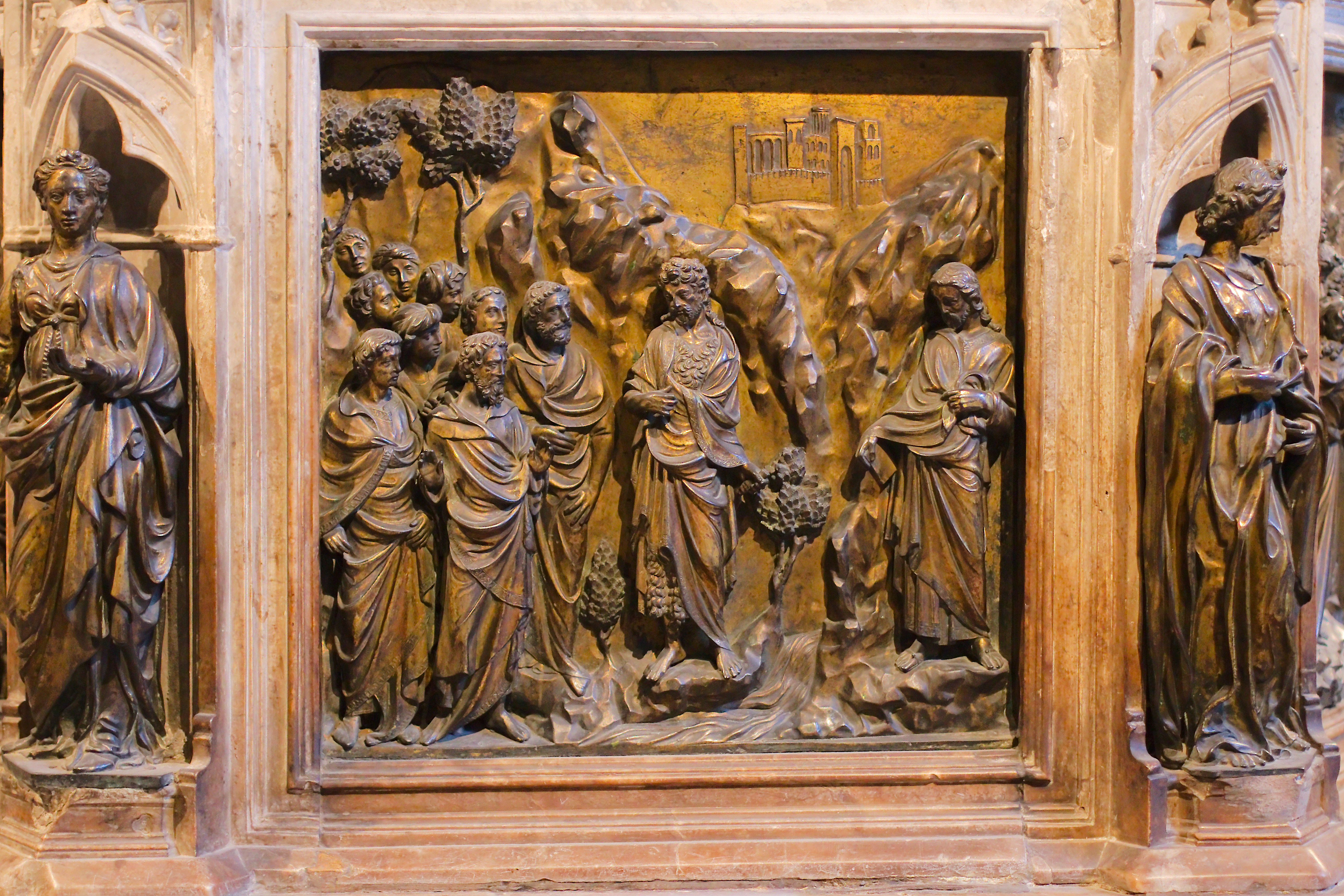
Giovanni di Turino, Predigt des Täufers
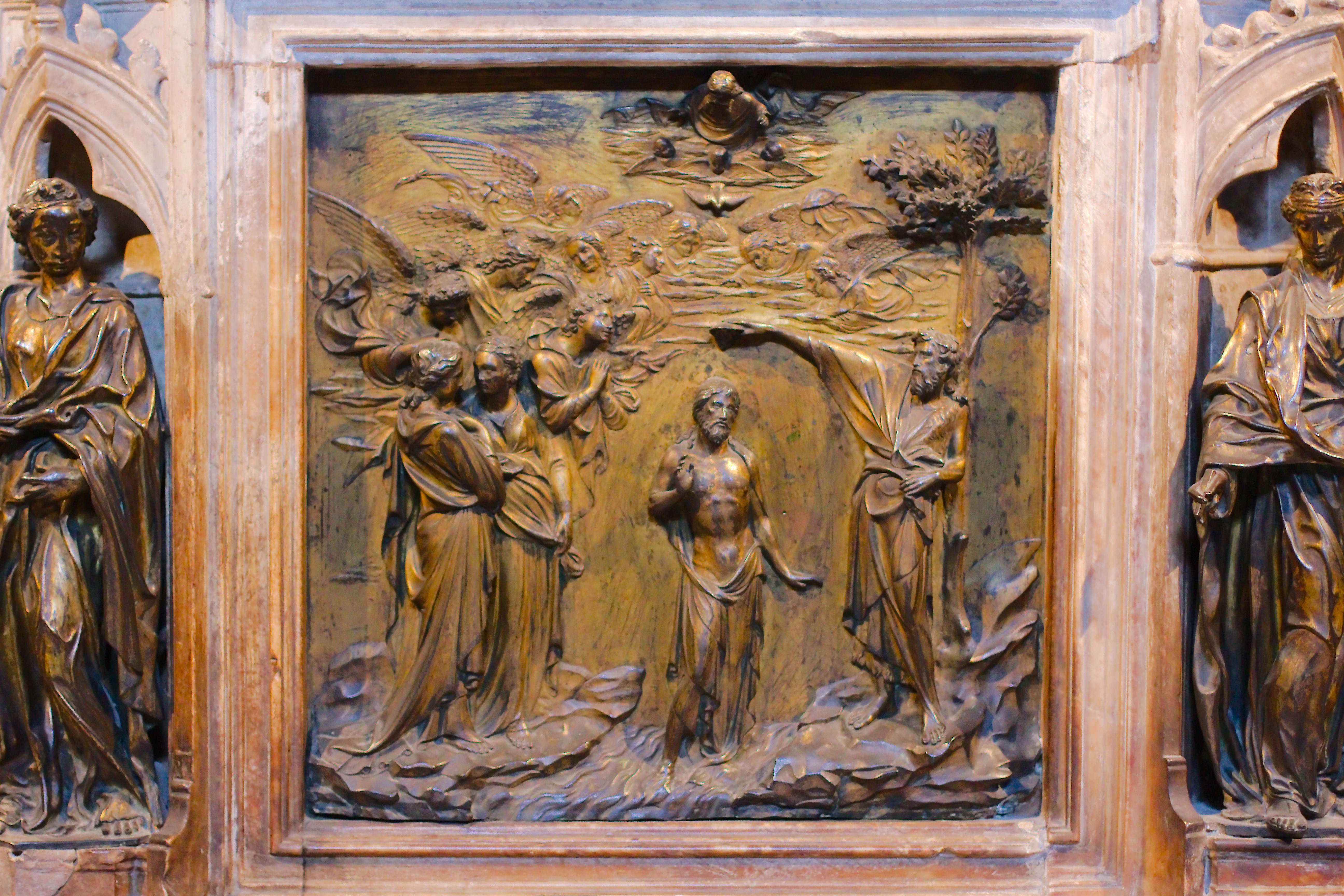
Ghiberti, Die Taufe Jesu
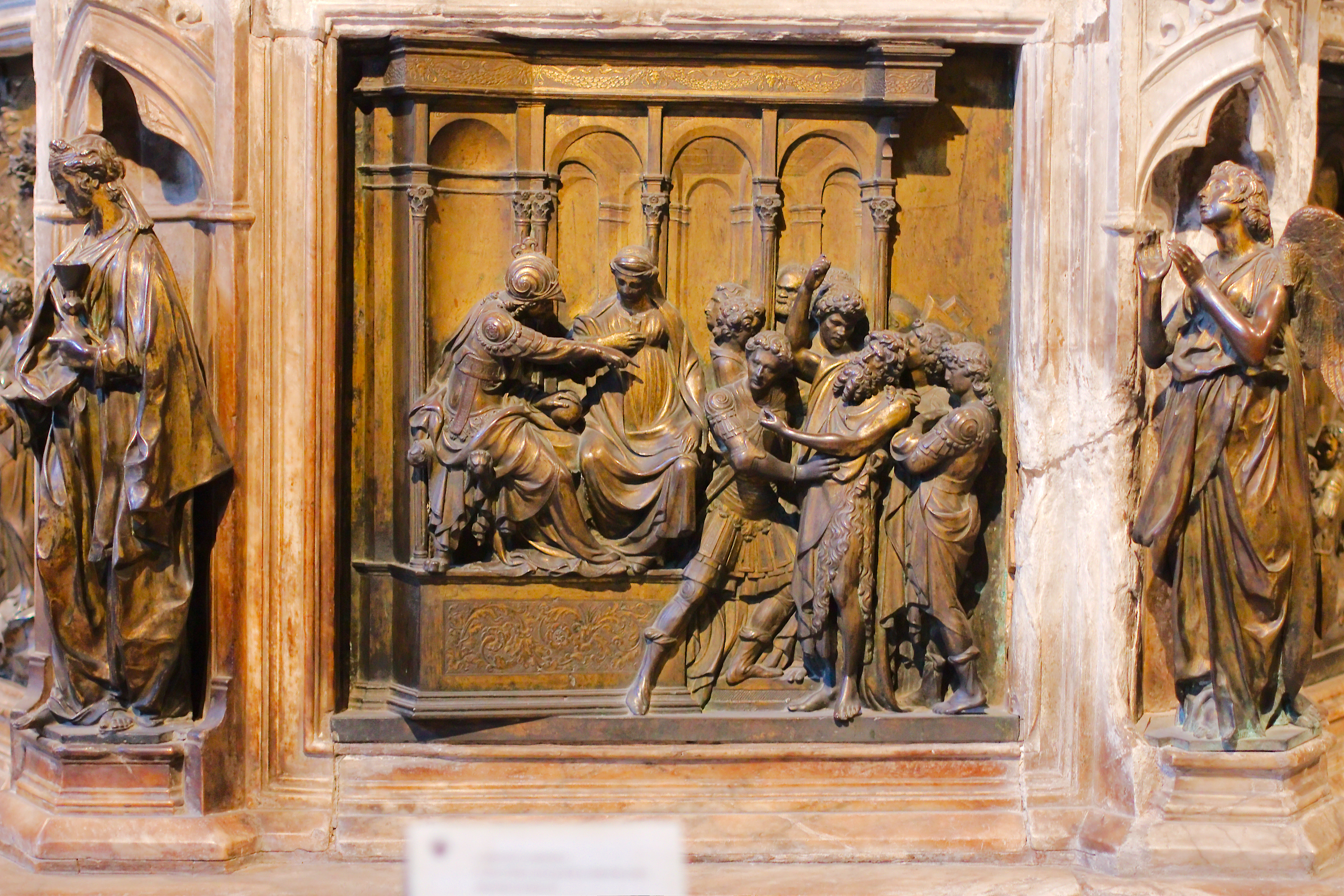
Ghiberti, Gefangennahme des Täufers
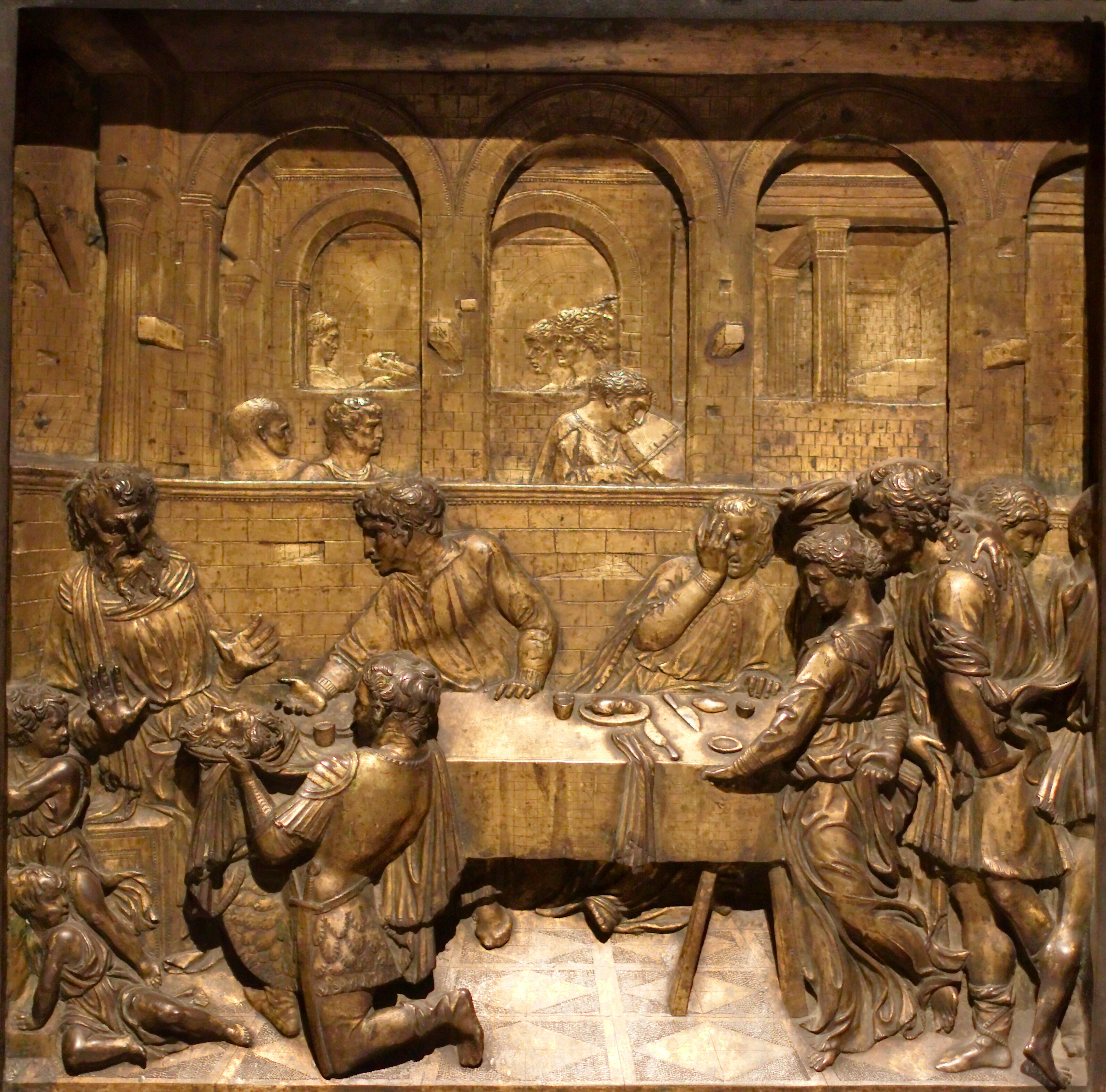
Donatello, Tanz der Salome

## Krypta
Seit 2003 ist die sogenannte „Krypta“ von den Baptisteriumstreppen aus zugänglich. Der Raum diente allerdings nicht, wie der Name suggeriert, zur Aufbewahrung von Heiligenreliquien, sondern der Unterbringung von Pilgern. In dem lange mit Schutt verfüllten Raum wurden Wandmalereien in Seccotechnik aus den Jahren um 1270 bis 1290 entdeckt, die also in die Zeit noch vor Duccio gehören. Die Szenen aus der Passionsgeschichte (am besten erhalten sind: Gefangennahme, Kreuzigung, Kreuzabnahme und Grablegung) haben ihre frische Farbigkeit weitgehend bewahrt.